# آلفونسو مارتینس
آلفونسو مارتینس (اسپانیایی: Alfonso Martínez‎; ۲۴ ژانویهٔ ۱۹۳۷ – ۱۶ آوریل ۲۰۱۱) بازیکن بسکتبال اهل اسپانیا بود.
از باشگاه‌هایی که در آن بازی کرده‌است می‌توان به باشگاه بسکتبال بارسلونا، باشگاه بسکتبال برئوگان، باشگاه بسکتبال رئال مادرید، و باشگاه بسکتبال یوونتوت بادالونا اشاره کرد.